# 芭比·克莉絲汀娜·布朗
芭比·克莉絲汀娜·布朗（英語：Bobbi Kristina Brown，1993年3月4日—2015年7月26日），是一位美國真人實境秀的主持人和演出者，同時也是一名歌手。她因為身為知名歌手惠特妮·休斯顿與鮑比·布朗的女兒，以及惠特妮·休斯顿遺產的唯一繼承人，而得以知名度並在演藝圈活躍。
2015年1月，她被發現在自家浴缸中疑似溺水而昏迷。6月時，她的健康情況開始惡化，家人決定放棄一切藥物與醫學治療，將她轉往安寧病房。7月26日，她在仍未恢復意識的情況下自然死亡。